# خافيير باتينيو
خافيير باتينيو لاتشيكا (إسبانية: Javier Patiño؛ مواليد 14 فبراير 1988 في سان سباستيان دي لوس رييس، إسبانيا) هو لاعب كرة قدم فلبيني يلعب مع نادي هينان جيان يي في الدوري الصيني الممتاز كمهاجم. مثّل منتخب الفلبين لكرة القدم. بدأ خافيير باتينيو مسيرته الرياضية عام 2007 مع ألكوبينداس.

## روابط خارجية
- خافيير باتينيو على موقع قاعدة بيانات كرة القدم.إي يو (الإنجليزية)
- خافيير باتينيو على موقع ناشيونال فوتبول تيمز (الإنجليزية)
- خافيير باتينيو على موقع Soccerway.com (الإنجليزية)
- خافيير باتينيو على موقع عالم كرة القدم.نت (الإنجليزية)
- خافيير باتينيو على موقع AS.com (الإسبانية)